# Zagorje (Berane)
Zagorje es un pueblo ubicado en el municipio de Berane, en Montenegro.

## Demografía
Hasta 2011 la población era de 243 habitantes, conformada por 72 hogares y 101 viviendas.
| 386                                                              | 400 | 395 | 372 | 377 | 295 | 317 | 243 |
| (Fuente: Population statistics of Eastern Europe & former USSR.) |     |     |     |     |     |     |     |

| Etnicidad                                           | Número | Porcentaje |
| --------------------------------------------------- | ------ | ---------- |
| Serbios                                             | 196    | 61,82 %    |
| Montenegrinos                                       | 90     | 28,39 %    |
| Croatas                                             | 1      | 0,31 %     |
| Otros                                               | 30     | 3,46 %     |
| Fuente: Republic of Montenegro. Statistical Office. |        |            |